# Ольшанское (Харьковская область)
Ольшанское (укр. Вільшанське) — село, Малорогозянский сельский совет, Золочевский район, Харьковская область, Украина.
Код КОАТУУ — 6322684002. Население по переписи 2001 года составляет 108 (57/51 м/ж) человек.

## Географическое положение
Село Ольшанское находится на правом берегу реки Рогозянка, которая через 2 км впадает в реку Уды (правый приток), ниже по течению на расстоянии в 1 км расположен массив садовых участков, в 2 км — село Чепели, на противоположном берегу — село Малая Рогозянка.
На расстоянии в 2 км расположена железнодорожная станция Чепелино.

## История
- 1920 — дата основания.

## Экономика
- Молочно-товарная ферма.